# Heterothele affinis
Heterothele affinis là một loài nhện trong họ Theraphosidae.
Loài này thuộc chi Heterothele. Heterothele affinis được miêu tả năm 1946 bởi Laurent.